# Melissa Wiik
Melissa Wiik (Oslo, 7 febbraio 1985) è una calciatrice norvegese, attaccante del Sandefjord.
Tra il 2004 e il 2012 ha indossato la maglia della nazionale norvegese in 63 occasioni segnando 15 reti, partecipando a un Mondiale, quello di Cina 2007 eliminata alle semifinali, a un'Olimpiade, quella di Pechino 2008, con la squadra eliminata ai quarti di finale, e un Europeo, Finlandia 2009, dove condivide con i Paesi Bassi il terzo posto.

## Biografia
È sposata con Péter Kovács, ex calciatore professionista ungherese.

## Palmarès

### Club
- Campionato norvegese: 1

Stabæk: 2013
- Coppa di Norvegia: 3

Stabæk: 2011, 2012, 2013

### Individuale
- Capocannoniere della Toppserien: 1

2007 (22 reti)
- Capocannoniere della 1. divisjon: 1

2017 (20 reti)